# Semalar
Semalar (nep. सेमलार) – gaun wikas samiti w zachodniej części Nepalu w strefie Lumbini w dystrykcie Rupandehi. Według nepalskiego spisu powszechnego z 2001 roku liczył on 1459 gospodarstw domowych i 8262 mieszkańców (4240 kobiet i 4022 mężczyzn).